# Sin-čou
Sin-čou (čínsky pchin-jinem Xīnzhōu, znaky 忻州) je městská prefektura v Čínské lidové republice, kde patří k provincii Šan-si. Celá prefektura má rozlohu 25 186 čtverečních kilometrů a žije v ní více než dva a půl milionu obyvatel.

## Poloha
Prefektura Sin-čou leží v severní části provincie Šan-si. V rámci provincie hraničí na severu s Šuo-čou, na severovýchodě s Ta-tchungem, na jihu s Jang-čchüanem a s Tchaj-jüanem a na jihozápadě s Lü-liangem. Na západě hraničí s Vnitřním Mongolskem a provincií Šen-si a na východě s provincií Che-pej.

## Administrativní členění
Městská prefektura Sin-čou se člení na čtrnáct celků okresní úrovně, a sice jeden městský obvod, jeden městský okres a dvanáct okresů.
| Sin-fu městský okres · Jüan-pching okres · Ting-siang okres · Wu-tchaj okres · Taj okres · Fan-š’ okres · Ning-wu okres · Ťing-le okres · Šen-čch’ okres · Wu-čaj okres · Kche-lan okres · Che-čchü okres · Pao-te okres · Pchien-kuan |        |                       |                    |                                  |
| Název | Název  | Počet obyvatel (2020) | Rozloha km² (2020) | Hustota zalidnění (obyv. na km²) |
| český přepis | znaky  | Počet obyvatel (2020) | Rozloha km² (2020) | Hustota zalidnění (obyv. na km²) |
| Městský obvod |        |                       |                    |                                  |
| Sin-fu | 忻府区 | 577 089               | 1 984              | 291                              |
| Městský okres |        |                       |                    |                                  |
| Jüan-pching | 原平市 | 413 922               | 2 528              | 164                              |
| Okresy |        |                       |                    |                                  |
| Ting-siang | 定襄县 | 193 997               | 846                | 229                              |
| Wu-tchaj | 五台县 | 233 228               | 2 871              | 81                               |
| Taj | 代县   | 178 870               | 1 747              | 102                              |
| Fan-š’ | 繁峙县 | 250 409               | 2 389              | 105                              |
| Ning-wu | 宁武县 | 136 470               | 1 948              | 70                               |
| Ťing-le | 静乐县 | 119 277               | 2 044              | 58                               |
| Šen-čch’ | 神池县 | 75 757                | 1 478              | 51                               |
| Wu-čaj | 五寨县 | 100 220               | 1 387              | 72                               |
| Kche-lan | 岢岚县 | 69 324                | 1 989              | 35                               |
| Che-čchü | 河曲县 | 123 505               | 1 315              | 94                               |
| Pao-te | 保德县 | 144 218               | 993                | 145                              |
| Pchien-kuan | 偏关县 | 73 382                | 1 668              | 44                               |
| |        |                       |                    |                                  |
| Celkem | Celkem | 2 689 668             | 25 186             | 107                              |

## Doprava
Přes Sin-čou vede železniční trať Ta-tchung – Pchu-čou, na kterou se v Jüan-pchingu připojuje železniční trať Peking – Jüan-pching.